# ラーシュ・フレランダー
ラーシュ・アルネ・フレランダー（スウェーデン語: Lars Arne Frölander、1974年5月26日 - ）は、スウェーデンの競泳選手。
ノールボッテン県ボーデン市に生まれ、ダーラナ県ボーレンゲ市のオルネス地区で育った。1992年から2012年まで6大会連続でオリンピックに出場し、2000年のシドニーオリンピックでは100mバタフライで金を獲得。その数ヶ月前には100mバタフライの短水路で国内新記録を出していた。その後数年間ブランクに陥ったが、2005年のヨーロッパ短水路選手権で金メダルを獲得して復活を果たした。
シドニー五輪での功績をたたえられ、2000年にスヴェンスカ・ダーグブラーデット金メダルを受賞。

## 個人ベスト
長水路（50m）
| 種目           | 記録    | 日にち        | 大会名             | 場所                           | 備考  |
| -------------- | ------- | ------------- | ------------------ | ------------------------------ | ----- |
| 50m自由形      | 22.65   | 2000年7月18日 | ヨーロッパ選手権   | フィンランド、ヘルシンキ       | （h） |
| 100m自由形     | 48.79   | 2001年7月27日 | 世界選手権         | 日本、福岡市                   |       |
| 200m自由形     | 1:50.03 | 1997年8月13日 | ヨーロッパ選手権   | スペイン、セビリア             |       |
| 50mバタフライ  | 23.56   | 2008年7月18日 | スウェーデン選手権 | スウェーデン、ノーショーピング | NR    |
| 100mバタフライ | 52.00   | 2000年9月22日 | オリンピック       | オーストラリア、シドニー       | NR    |

短水路（25m）
| 種目           | 記録    | 日にち         | 大会名                           | 場所                                         | 備考  |
| -------------- | ------- | -------------- | -------------------------------- | -------------------------------------------- | ----- |
| 50m自由形      | 21.92   | 2001年10月20日 | ノボ・ノルディスク・スプリント杯 | アメリカ合衆国、ニューヨーク州イーストメドウ | （r） |
| 100m自由形     | 46.75   | 2000年3月16日  | 世界短水路選手権                 | ギリシャ、アテネ                             |       |
| 200m自由形     | 1:45.43 | 2003年3月16日  | スウェーデン短水路選手権         | スウェーデン、ストックホルム                 |       |
| 50mバタフライ  | 22.97   | 2001年10月20日 | ノボ・ノルディスク・スプリント杯 | アメリカ合衆国、ニューヨーク州イーストメドウ | NR    |
| 100mバタフライ | 50.44   | 2000年3月17日  | 世界短水路選手権                 | ギリシャ、アテネ                             | NR    |

WR - 世界記録、NR - スウェーデン記録、r - リレーの第一泳者、h - 予選

## 所属クラブ
- ボーレンゲSS
- スンツヴァルスSS（1996年 - 2001年）
- リンケーピングスASS（2001年 - ）